# Kyoto (álbum de Tyga)
Kyoto es el sexto álbum de estudio del rapero estadounidense Tyga. Fue lanzado el 16 de febrero de 2018 por Last Kings Records y Empire Distribution. El álbum presenta apariciones como invitado de 24hrs, Gucci Mane, Kyndall y Tory Lanez.

## Lanzamiento
Tyga anunció la fecha de lanzamiento y portada del álbum el 22 de enero de 2018 a través de su cuenta de Twitter. Tyga mencionó que el álbum es una desviación de su estilo de rap y será un álbum más centrado en el canto y más personal que sus trabajos anteriores:

"My new Album KYOTO drops FEB 16❤️ I been wanting to make this album for a while now but didn’t have the confidence an the story to express my true emotions. I thank all the love an support you have given me over the years. Thru my ups an downs, At My highest and my lowest points".

En español: "Mi nuevo álbum, KYOTO, cae FEB 16❤️. Hace tiempo que quería hacer este álbum, pero no tenía la confianza y la historia para expresar mis verdaderas emociones. Agradezco a todo el amor y apoyo que me brindaron durante estos años. A través de mis altibajos, en mis puntos más altos y más bajos".

## Sencillos
El primer sencillo "Boss Up" se lanzó el 4 de octubre de 2017. El segundo sencillo "Temperature" se lanzó el 22 de diciembre de 2017.

## Lista de canciones
Créditos adaptados por BMI.
| Kyoto |                                           |              |          |  |
| N.º   | Título                                    | Producer(s)  | Duración |  |
| 1.    | «Temperature»                             | LTTB         | 3:20     |  |
| 2.    | «Leather in the Rain» (featuring Kyndall) |              | 3:33     |  |
| 3.    | «Come and Ball Wit Me»                    |              | 3:28     |  |
| 4.    | «Boss Up»                                 | Jess Jackson | 3:46     |  |
| 5.    | «U Cry»                                   | iDBeatz      | 4:23     |  |
| 6.    | «King of the Jungle»                      | Bnchy        | 4:53     |  |
| 7.    | «Hard2Look»                               | Ty Rose      | 3:41     |  |
| 8.    | «I Need a Girl, Pt. 3»                    | CashMoneyAP  | 3:33     |  |
| 9.    | «Train 4 This»                            | LTTB         | 3:25     |  |
| 10.   | «Hot Soup»                                |              | 3:23     |  |
| 11.   | «Sip a Lil» (featuring Gucci Mane)        | CashMoneyAP  | 4:38     |  |
| 12.   | «Faithful» (featuring Tory Lanez)         | iDBeatz      | 4:06     |  |
| 13.   | «Ja Rule & Ashanti»                       |              | 3:20     |  |
| 14.   | «Holdin On» (featuring 24hrs)             | Smash David  | 2:32     |  |

## Posiciones en listas
| Lista (2018)                         | Mejor posición |
| ------------------------------------ | -------------- |
| New Zealand Heatseeker Albums (RMNZ) | 2              |